# Турки в Молдове
Турки в Молдове (рум. Turcii din Moldova, тур. Moldova'daki Türkler ) — представители турецкой диаспоры, проживающей в Молдове. Имеют корни, ведущие напрямую Турции, острову Кипр или давно заселившимся на территории Молдовы.

## Численность
Количество турок, проживающих в Молдове, с годами увеличивается:
| Год                                                               | Численность турок |
| ----------------------------------------------------------------- | ----------------- |
| 2000                                                              | 154               |
| 2001                                                              | 110               |
| 2002                                                              | 180               |
| 2003                                                              | 196               |
| 2004                                                              | 273               |
| 2005                                                              | 462               |
| 2006                                                              | 443               |
| 2007                                                              | 462               |
| 2008                                                              | 514               |
| (Source:National Bureau of Statistics of the Republic of Moldova) |                   |